# 荒木悠司
荒木 悠司（あらき ゆうじ、1980年12月15日 - ）は、日本の実業家・俳優・ファッションモデル・プロデューサー・芸能プロモーター。プリンスエンターテインメント所属。事務所の社長（CEO）も務める。改元婚（2019年 令和元年5月1日に入籍）。妻はファッションモデル、秘書の荒木茜衣（村井茜衣）。

## 人物
- 身長・180cm 体重・67kg[1]。サイズ B98/W75/H90・Legs87/Shoes27（cm）[2]
- 幼少期に観たミュージカル『王子とこじき』主人公に感銘を受ける。
- 7歳の時、ジャニーズ事務所のアイドルグループ『光GENJI』を見て芸能界に憧れや興味を抱き、小学時代は一般財団法人ヤマハ音楽振興会（ヤマハ音楽教室）にて音楽やミュージカルコースにも在籍していた。
- 2001年より俳優・ファッションモデルとして活動を開始。
- 2011年（平成23年）春、独立しプリンスエンターテインメント（個人事務所）を創設。経営・プロデュース業と自らの芸能活動を兼業。モットーは筋を通した美しさ。プロモーションとしては、ファッションモデルの村井茜衣やプロマジシャンのマネージメントを行っている。
- 特技は歌（カラオケ）、アクロバット（バク転、バク宙）
- 特技の器械体操では中学時代に大阪大会に出場し、種目「床」で優勝。個人総合2位。体操講師などの経験もあり、児童心理学、運動心理学、人間学、心理原理原則を研究中。
- 2019年、令和元年5月1日に入籍（改元婚）。妻はファッションモデル、秘書の荒木茜衣（村井茜衣）。
- 2020年（令和2年）8月31日月曜日、産経新聞 近畿 日刊27883号『プロフェッショナル』インタビュー記事が題材的に取り上げられる。
- 2020年（令和2年）12月15日火曜日 40歳の誕生日記念に国会議事堂、総裁の元へ夫婦で表敬訪問する。

## 出身校
- 学校法人近畿大学附属幼稚園卒業
- 東大阪市立長瀬東小学校卒業
- 東大阪市立金岡中学校卒業
- 学校法人天満学園 太成学院大学高等学校入学し転校
- 学校法人早稲田大阪学園向陽台高等学校卒業
- 学校法人滋慶学園大学院大学グループ 特別総合タレント研究科卒業

## 出演

### テレビドラマ
- Rolling Eggs（2002年、CBS）
- おちゃべり 第17話（2009年、毎日放送） - イケメン 役
- 大仏開眼（2010年、NHK） - 官人 役
- ルビコンの決断（2010年、テレビ東京） - 医者研修員 役
- 生誕100年記念 松本清張ドラマスペシャル・書道教授（2010年、日本テレビ） - 報道陣 役
- 歴史秘話ヒストリア 第34回放送 奈良の大仏（2010年、NHK） - 写経生・労働者 役
- 赤かぶ検事京都篇 最終話（2010年、TBSテレビ） - 酔態男 役

### バラエティ
- ロンドンハーツ（2003年、テレビ朝日）
- どっキング48（2012年6月5日、関西テレビ） - VTR出演

### 映画
- 白い犬とワルツを（2002年）
- 武士の家計簿（2010年） - 海軍新兵 役
- 最後の忠臣蔵（2010年） - 松明（たいまつ） 役

### CM
- 大阪ドーム
- ほっとママシネマ（2012年〜2014年、全国MOVIX映画館） - パパ 役
- ほっとママシネマ（2013年〜2019年、立命館大学映像学部の教材として認定）
- WEB CM イオニアカード（2019年） - イメージモデル 役

### ポスター
- タウンワーク
- 山代温泉観光協会（2011年〜2012年）

### 広告
- ビッグジョン（2009年〜2010年）
- 龍神温泉観光協会（2006年〜2007年）
- 山代温泉観光協会（2011年〜2024年）
- イオンモール草津（2011年GW）

### PV
- アーチストPV ファンキーパンキー

### 雑誌
- 関西ゼクシィ
- De☆View
- BiDaN（現 B-st.）
- ViVi
- 関西じゃらん
- 関西ウォーカー
- ケイコとマナブ

### イベント
- ビジュアルスター感謝祭2006
- 三宮プラザ名店会・ハッピーハロウィン2013/プロデュース
- 第8回大阪モーターショー・ゼネラルモーターズジャパン（GMアメ車）/プロデュース
- 阪急32番街 空庭Dining サプライズマジック（2014/2017 Spring）/プロデュース

### その他
- EZインターネット『デビュー伝説』ランキング一位獲得
- クラリオンクラブ2005年2月度グランプリ獲得